# Serpientes albinas

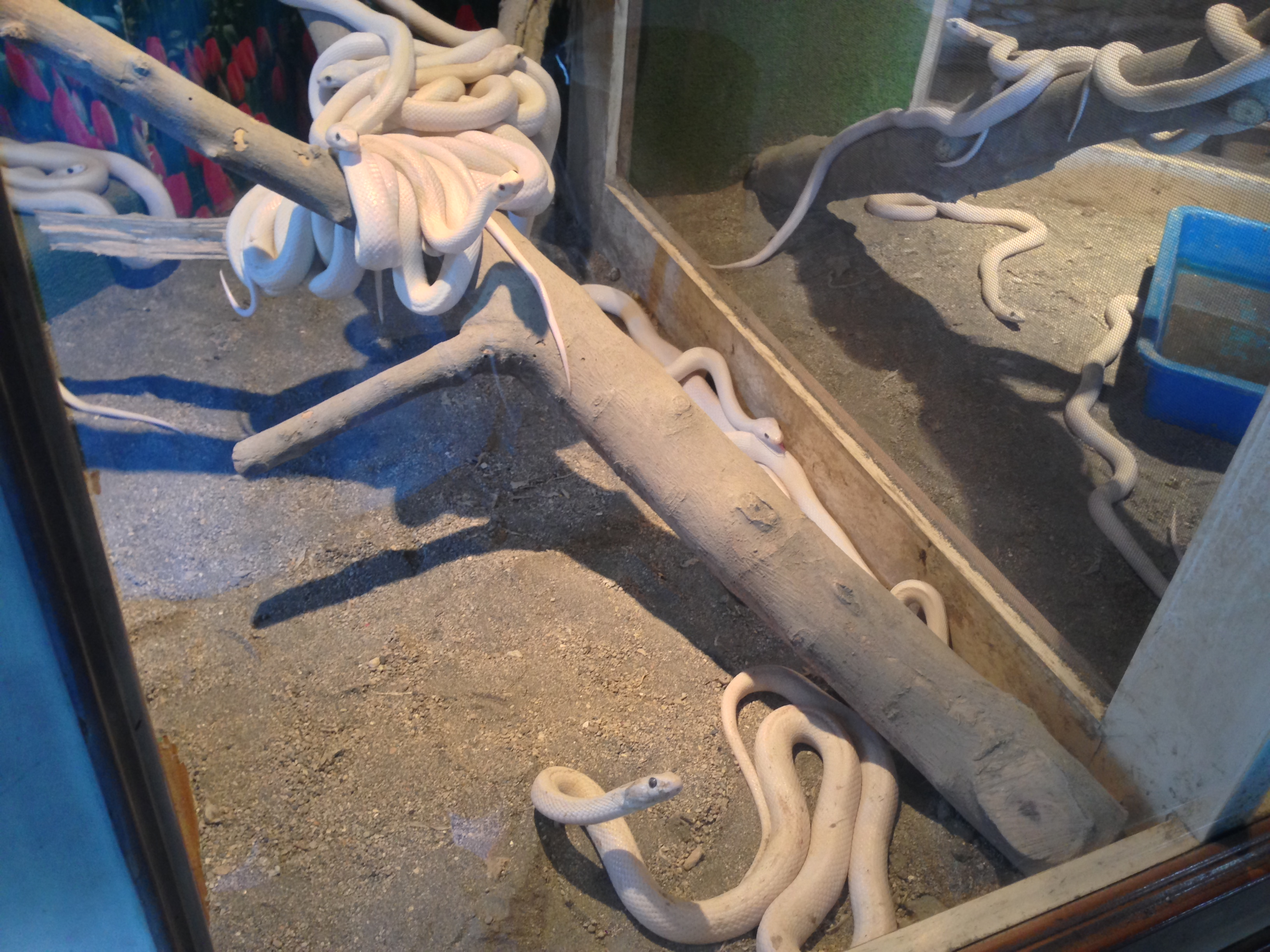
Serpientes blancas en el herpetario del distrito de Yangmei, ciudad de Taoyuan, Taiwán.

Las serpientes albinas (o serpientes blancas) son serpientes que poseen albinismo. Debido a su rareza, han sido objeto de culto en varias partes de Japón como un animal auspicioso. 
Son consideradas mensajeras de Benzai y por traer con ello riquezas, pero también se las venera como a diosas del agua. Esto también es común a muchos otros dioses serpiente. Muchos santuarios y templos están consagrados a ellas como mensajeras, incluyendo el santuario de Suwa. 
De acuerdo con las leyendas del área de Katsuta en la ciudad de Hitachinaka, prefectura de Ibaraki, "no se deben amenazar ya que son mensajeras del cielo, y si las intimidas o las matas, empobrecerás y enfermarás", "poseen el alma de Buddha y son deidades protectoras del hogar que se muestran allí donde haya abundancia", "como siervas del dios Inari se bebieron el agua del lago Dabadda", "al convertirse en Elaphe climacophora y matarlas por accidente se rompió una pierna. Al ver que no sanaba, acudió a un adivino, quien declaró que había sido maldecido por un "gran gusano" (antiguo nombre para "serpientes")" (documento interno (10) de la historia de la ciudad de Katsuda, publicado en marzo de 1969, "Viejos cuentos y leyendas de Katsuda", Comité de la ciudad de Katsuta p.91).